# Thalassophryne amazonica
Thalassophryne amazonica of de amazonekikvorsvis is een straalvinnige vissensoort uit de familie van de kikvorsvissen (Batrachoididae). De wetenschappelijke naam van de soort is voor het eerst geldig gepubliceerd in 1876 door Franz Steindachner. Het is een giftige zoetwatervis die voorkomt in de Amazonerivier en haar zijrivieren.